# Johann Caspar Rommel
Johann Caspar Rommel (* 22. Oktober 1721 in Roßdorf (Thüringen); † 12. Juni 1800 ebenda) war ein deutscher Orgelbauer.
Er war der Sohn des Johann Valentin Rommels und der Ottilia. Er wirkte in der zweiten Hälfte des 18. Jahrhunderts in Westthüringen und Osthessen und gilt als bedeutender Meister. Der Werkaufbau der Orgelneubauten folgt thüringischer Tradition, während die reich gestalteten Prospekte mainfränkisch geprägt sind.

## Werke
| Jahr                | Ort             | Gebäude             | Bild | Manuale | Register | Bemerkungen |
| ------------------- | --------------- | ------------------- | ---- | ------- | -------- | --- |
| ?1750               | Stedtlingen     | Stedtlinger Kirche  |      |         |          | Neubau; wahrscheinlich aber 1756–1757 von Johann Casper Beck |
| 1752 (?1756; ?1759) | Herpf           | St. Johannis        |      | II/P    | 22       | Neubau; Restaurierung 1995 durch Hey Orgelbau. |
| 1756                | Hümpfershausen  | Evang. Kirche       |      |         |          | Umbau. |
| 1755–1757           | Kaltenlengsfeld | Evang. Kirche       |      | II/P    | 22       | Neubau; Restaurierung Orgelbau Waltershausen, 2001 bis 2006. |
| 1760                | Seeba           | Evang. Kirche       |      |         |          | Umsetzung der 1668 für Herpf gebauten Orgel von Johann Moritz Weise (1632–1704). |
| 1765/1766           | Wohlmuthshausen | Evang. Kirche       |      | II/P    | 19       | Neubau; Restaurierung 1991–1994 durch Restaurierungs-Werkstatt Schloss Kaulsdorf. |
| 1778/1779           | Zella-Mehlis    | St. Blasius (Zella) |      | II/P    | 25       | Neubau; Restaurierung Schuke (Potsdam), 1988 bis 1990. (Rekonstruktion unter Beibehaltung der sechs 1817 durch Ratz (Ohrdruf) hinzugefügten Register, Neubau einzig der Zungenregister und der Fassade.) |
| 1786                | Gumpelstadt     | Evang. Kirche       |      | I/P     | 11       | Umbau. |
| 1793                | Geba            | Evang. Kirche       |      | I/P     | 9        | Neubau; 1996 restauriert durch Orgelbau Hoffmann. |

Der Rommel zugeschriebene Orgelbau in Stadtlengsfeld (1793) geht auf Johann-Markus Oestreich zurück.

## Tonaufnahmen
- Johann Sebastian Bach: Organ Works, Vol. 4. (Präludium a-moll BWV 569, Fuga c-moll BWV 574, Fuga g-moll BWV 578, Orgelbüchlein-Choräle BWV 632–636, Choralpartita BWV 770) Rommel-Orgel in St. Blasii, Zella-Mehlis. Gerhard Weinberger. CD. Cpo, 1999.
- Johann Sebastian Bach: Frühe Orgelwerke. (Fantasia und Fuge a-moll BWV 561, Präludium und Fuge E-Dur BWV 566, Präludium und Fuge a-moll BWV 569/947, Fantasia G-Dur 571, Choralbearbeitungen BWV 743, Choralpartiten BWV 758, BWV 770 und BWV deest, Choräle aus der Rudorff-Sammlung.) Bernard Foccroulle. Rommel-Orgel der Blasii-Kirche in Zella-Mehlis. CD. Ricercar, 1997.